# مولوبوک
شهر مولوبوک (به فرانسوی: Meulebeke) در شهرستان تیئلت در استان فلاندری غربی در منطقه فلاندری در کشور بلژیک واقع شده‌است.